# Acer republicense
Acer republicense — це вимерлий вид клена, описаний з однієї викопної самари. Вид відомий виключно з відкладень раннього еоцену, відкритих на північному сході штату Вашингтон, США. Це єдиний вид, що належить до вимерлої секції Republica.

## Опис
Загальна форма горішка A. republicense еліптична з парою піднятих фланців, які проходять вздовж злегка роздутого горішка, утворюючи медіальний гребінь. Загальна довжина самари становить приблизно 2.4 сантиметра, а ширина крила 0.7 сантиметра. Парні самари виду мають кут прикріплення 50°. Загальна структура A. republicense вказує на можливий зв'язок із Acer sect. Macrantha.